# یواس‌اس ایگل (۱۸۹۸)
یواس‌اس ایگل (۱۸۹۸) (به انگلیسی: USS Eagle (1898)) یک کشتی بود که طول آن ۱۷۷ فوت (۵۴ متر) بود. این کشتی در سال ۱۸۹۰ ساخته شد.